# Jason Litzau
Pour les articles homonymes, voir Litzau.
Jason Litzau est un boxeur américain né le 29 juin 1983 à Saint Paul, Minnesota.

## Carrière
Passé professionnel en 2002, il devient champion d'Amérique du Nord des poids légers NABF le 15 août 2009 en battant au 3e round Verquan Kimbrough puis des super-plumes le 4 novembre suivant aux dépens de Johnnie Edwards. Il bat par la suite Rocky Juarez et Celestino Caballero à la surprise générale le 27 novembre 2010 avant d'être sévèrement battu dès le premier round round contre Adrien Broner le 18 juin 2011.